# Capita plc
Capita plc ist ein britisches Unternehmen, gelistet im FTSE 250 Index, mit Hauptsitz in London.
Das Unternehmen ist im Wirtschaftsbereich Outsourcing spezialisiert und hat Kunden in Verwaltungen, Behörden wie auch in der Privatwirtschaft. Capita wurde 1984 gegründet und stand bis September 2017 unter der Leitung von Andy Parker.
In Deutschland und der Schweiz übernahm Capita 2014 und 2015  die Callcenter-Dienstleister tricontes, Scholand-Beiling und Avocis. Aus den Übernahmen entstand der europäische Zweig, der seit 2015 Capita Europe heißt.

## Belege
1. ↑   ADOLFO-HERNANDEZ-A0QLET. www.de.marketscreener.com, abgerufen am 27. März 2025.
2. ↑   CAPITA-PLC-4007375/finanzen. www.de.marketscreener.com, abgerufen am 27. März 2025.
3. ↑  FTSE UK Index. FTSE International Limited, abgerufen am 3. April 2018.
4. ↑  Capita Group.  Abgerufen am 3. April 2018.
5. ↑  Tim Wallace:  Capita profits from acquisition spree In: The Daily Telegraph, 11. Dezember 2015. Abgerufen am 22. November 2017
6. ↑  Neue Europadivision: Aus avocis, tricontes und Scholand & Beiling wird Capita. Abgerufen am 3. Februar 2021.